# Miguel Brizuela
Miguel Marcelo Brizuela (Moreno, 5 gennaio 1997) è un calciatore argentino, difensore dell'Atl. Tucumán in prestito dal Vélez Sarsfield.

## Biografia
Il 9 febbraio 2021 è stata aperta un'inchiesta riguardante lo stupro di una ragazza di 28 anni, avvenuto il 4 dicembre 2020 nella casa di Martín Lucero, in cui i protagonisti risulterebbero Miguel e Thiago Almada.

## Caratteristiche tecniche
È un difensore centrale.

## Carriera
Cresciuto nel settore giovanile del Vélez Sarsfield, debutta in prima squadra il 28 luglio 2019 giocando l'incontro di Primera División perso 1-0 contro il Talleres (C). Il 3 gennaio 2021 segna la sua prima rete decidendo l'incontro di Copa Diego Armando Maradona vinto 1-0 contro il Newell's Old Boys.

## Statistiche

### Presenze e reti nei club
Statistiche aggiornate al 14 gennaio 2021.
| Stagione        | Squadra         | Campionato      | Campionato | Campionato | Coppe nazionali | Coppe nazionali | Coppe nazionali | Coppe continentali | Coppe continentali | Coppe continentali | Altre coppe | Altre coppe | Altre coppe | Totale | Totale |
| Stagione        | Squadra         | Comp            | Pres       | Reti       | Comp            | Pres            | Reti            | Comp               | Pres               | Reti               | Comp        | Pres        | Reti        | Pres   | Reti   |
| --------------- | --------------- | --------------- | ---------- | ---------- | --------------- | --------------- | --------------- | ------------------ | ------------------ | ------------------ | ----------- | ----------- | ----------- | ------ | ------ |
| 2019-2020       | Vélez Sarsfield | PD              | 2          | 0          | CA+CdL+CM       | 9+0+0           | 1+0+0           | CS                 | 3                  | 0                  |             | -           | -           | 14     | 1      |
| Totale carriera | Totale carriera | Totale carriera | 2          | 0          |                 | 9               | 1               |                    | 3                  | 0                  |             | -           | -           | 14     | 1      |